# Svenska mästerskapen i längdskidåkning 1920
Svenska mästerskapen i längdskidåkning 1920 arrangerades i Bollnäs.

## Medaljörer, resultat

### Herrar
| Gren             | Guld             | Guld           | Silver          | Silver        | Brons          | Brons         |
| 30 km            | Albin Lingvall   | Hudiksvalls IF | Erik Winnberg   | Östersunds SK | Anders Persson | Bollnäs GIF   |
| 60 km            | Henning Isaksson | IFK Umeå       | Petrus Eriksson | Östersund SK  | Torkel Persson | Östersunds SK |
| Lagtävling 30 km | Hudiksvalls IF   | Hudiksvalls IF |                 |               |                |               |
| Lagtävling 60 km | IFK Umeå         | IFK Umeå       |                 |               |                |               |

### Damer
| Gren             | Guld            | Guld          | Silver         | Silver | Brons          | Brons      |
| 10 km            | Elin Pikkuniemi | IFK Haparanda | Agnes Lindberg | Norsjö | Emilia Wahlund | Holmsveden |
| Lagtävling 10 km | Bollnäs GIF     | Bollnäs GIF   |                |        |                |            |

### Webbkällor
- Svenska Skidförbundet